# Capparis mayana
Capparis mayana är en kaprisväxtart som beskrevs av C.L. Lundell. Capparis mayana ingår i släktet Capparis och familjen kaprisväxter. Inga underarter finns listade i Catalogue of Life.